# Parroquia Campo Lara
Campo Lara es una de las parroquias que forman el municipio Lagunillas en el estado Zulia Venezuela. Su fundador fue Fidel Cuicas.

## Ubicación
Se encuentra entre las parroquias Eleazar López Contreras y Alonso de Ojeda al norte (carretera U) , el Municipio Valmore Rodríguez al sur y al este (embalse y río pueblo viejo) y la Parroquia Venezuela al oeste.

## Zona residencial
Se encuentra ocupada por varios caseríos entre ellos Campo Lara su capital, el resto de la parroquia es un área rural compuesta por haciendas. En la parroquia se encuentra el embalse Pueblo Viejo o Burro Negro, y parte de su reserva forestal. Además se encuentra la población de El Menito, la cual cuenta con una guarnición militar y un campo de golf, también existen varias empresas de materiales.

## Caseríos
- Campo Lara
- El Menito
- Singapur
- Ballenato
- Piedras Blancas
- El Gallito
- Burro Negro
- Monte Oscuro
- El Paraíso

## Geografía
El clima es de bosque tropical, el relieve es plano, toda la parroquia se encuentra sobre el nivel del mar, además de contar con poca actividad petrolera, por lo que no sufre de subsidencia como la Parroquia Venezuela.